# 薩布麗娜 (單曲)
《薩布麗娜》（日语：サブリナ）是日本女歌手家入里歐的第1張單曲唱片作品，於2012年2月15日由勝利娛樂（Victor Entertainment）發售。

## 概要
標題曲《薩布麗娜》是富士電視台系動畫《美食獵人TORIKO》的主題曲。

## 收錄曲

### 初回限定盤、通常盤
（全曲 作詞:家入レオ、作曲:家入レオ・西尾芳彦、編曲:三輪コウダイ）
1. サブリナ [3:38]
2. ripe [4:14]
3. サブリナ（Instrumental）
4. ripe（Instrumental）

### 期間限定盤
1. サブリナ
2. サブリナ（Instrumental）

DVD（只張初回限定盤）
1. サブリナ Music Clip

## 外部連結
- Victor Entertainment介紹網站
  - 初回限定盤 （页面存档备份，存于）
  - 通常盤 （页面存档备份，存于）
  - 期間限定盤 （页面存档备份，存于）